# Claptone
Claptone é uma dupla alemã de DJs e produtores especializados nos gêneros house e tech house. Eles são reconhecidos por suas máscaras douradas no estilo médico da peste, que servem para chamar atenção do público, além de manter suas identidades ocultas. Claptone é na verdade DJs da Malente & Dex. Acreditava-se amplamente que o Claptone era uma pessoa só, mas depois que o público percebeu que Claptone costumava se apresentar em dois locais ao mesmo tempo, começou a se espalhar o boato de que o Claptone era composto por dois indivíduos. Claptone se apresentou em locais icônicos, incluindo Hï Ibiza (formalmente conhecido como Space), Pacha e Tomorrowland.

## Vida e carreira

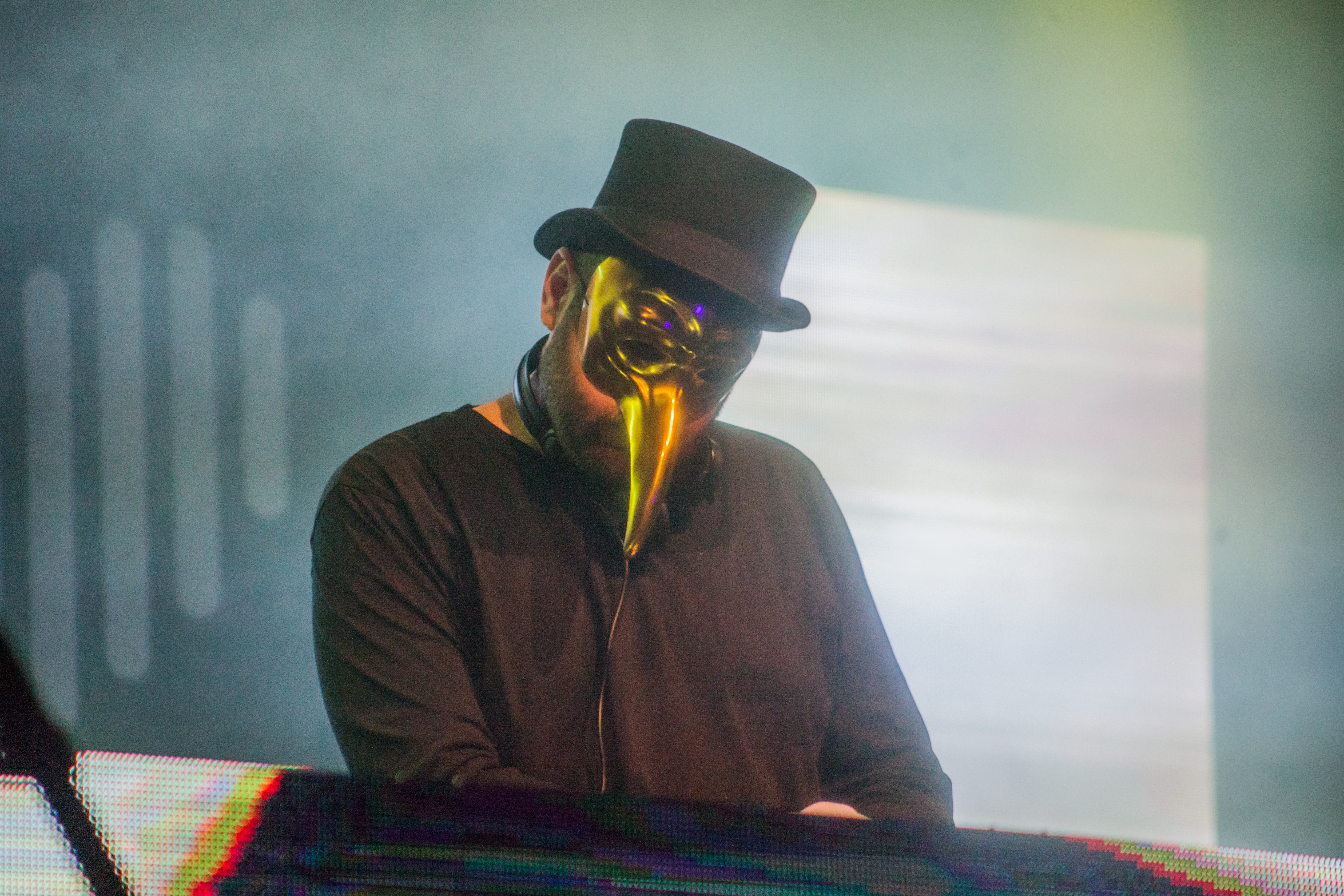
Claptone at Beats for Love festival in 2019

Claptone ganhou destaque em 2013 com a música "No Eyes", com participação de JAW, no show de dOP. Ele lançou os álbuns Charmer em 2015 pela Different Recordings e The Masquerade Mixes em 2017.
Em 2015, Mixmag descreveu Claptone como “um dos personagens mais visíveis na cena global de deep house” e sua música como “produzida com nitidez e contagiosa sem esforço”. Ele colaborou com várias bandas indie, cantores e compositores. Charmer incluiu vocais de Peter Bjorn e John, JAW, Jay-Jay Johanson e Nathan Nicholson do Boxer Rebellion, entre outros. Mixmag observa que o remix de Claptone de Liquid Spirit de Gregory Porter do álbum homônimo “tornou-se um best-seller do Beatport e uma das maiores músicas do ano” (2015).
Em abril de 2016 Claptone se apresentou como Claptone IMMORTAL, a performance de 2 DJs. Desde então, Claptone tocou uma versão europeia e uma versão americana da performance; a versão do Tomorrowland sendo drasticamente diferente da versão do exchange LA.
De acordo com a revista online de jazz The Jazz Line, o remix de Claptone foi em parte responsável pelo sucesso do álbum de Gregory Porter. O álbum alcançou o status de Ouro no Reino Unido depois que o remix Claptone estreou no Essential Mix da BBC Radio 1 e, em seguida, liderou as paradas do Beatport, levando os amantes da dance music a procurar a gravação original de Porter.
O traje usual de Claptone inclui uma máscara de bico dourado, semelhante ao médico da peste, e luvas brancas, então sua identidade permanece um mistério. Pouco se sabe sobre a história de Claptone, exceto o fato de que o ato é baseado em Berlim. De acordo com o site Warp.la, o projeto é na verdade duas pessoas, que às vezes atuam juntas.

## Discografia

### Álbuns
- Charmer (2015)
- The Masquerade (2016)
- Fantast (2018)
- Closer (2021)[5]